# میکلتی ویلیامسون
مایکل تی."میکلتی" ویلیامسون (به انگلیسی: Michael T. "Mykelti" Williamson) (زاده ۴ مارس ۱۹۶۰) بازیگر آمریکایی است. او به خاطر بازی در فیلم فارست گامپ در سال ۱۹۹۴ و نقش اخیرش به عنوان مدیر سی‌تی‌یو در سریال ۲۴ مشهور شده‌است.او همچنین در فیلم مقصد نهایی ۴ ، پاکسازی: سال انتخابات ، رنگ‌های بنیادین، شماره شانس اسلوین، ویلی آزاد ۲، در انتظار بازدم، ۲۴ ام، دروغ نگو توپ و حصارها بازی کرده‌است.